# Lars Paaske
Lars Paaske (* 18. Januar 1976) ist ein Badmintonspieler aus Dänemark.

## Sportliche Karriere
Lars Paaske startete 2000 das erste Mal bei Olympia, schied jedoch in der Vorrunde des Herrendoppels mit Martin Lundgaard Hansen aus. Paaske nahm gemeinsam mit seinem Partner Jonas Rasmussen auch an den Olympischen Sommerspielen 2004 teil. Im Herrendoppel war dabei überraschend im Achtelfinale Endstation, waren sie doch als Weltmeister zu Olympia angereist. 2008 war der große Traum einer olympischen Medaille greifbar nahe, jedoch unterlagen sie sowohl im Semifinale als auch im Spiel um Platz 3 und belegten damit in der Endabrechnung den undankbaren vierten Platz.
Lars Paaske wurde zusammen mit Jonas Rasmussen 2008 Europameister im Herrendoppel, 2010 gewannen sie die All England.

## Erfolge
Welt- und Europameisterschaften:
- Weltmeisterschaft 2003 – Gold
- Weltmeisterschaft 2006 – Bronze
- Europameisterschaft 2008 – Gold

Turniersiege:
- Denmark Open 1999
- Denmark Open 2001
- Yonex German Open 2002
- China Open 2003
- Denmark Open 2004
- Denmark Open 2006
- Yonex Japan Super Series 2008
- All England 2010

Finalist:
- Yonex-Sunrise Singapore Open 2003
- Yonex All England Open 2005
- Siam Cement Thailand Open 2005
- Denmark Open 2005
- Singapore Open 2006
- Yonex Chinese Taipei Grand Prix Gold 2007
- Proton Malaysia Open Super Series 2008